# 스누피 - 내 사랑 스누피
스누피 - 내 사랑 스누피(Snoopy, Come Home)는 미국에서 제작된 Bill Melendez 감독의 1972년 애니메이션 영화이다. 채드 웨버 등이 주연으로 출연하였고 빌 멜렌데즈 등이 제작에 참여하였다.

## 출연

### 주연
- 채드 웨버
- 로빈 코엔
- 스티븐 쉐어
- 데이비드 캐리
- 조한나 베어
- 힐러리 몸베르거
- 크리스 드 파리아
- 린다 에콜리
- 빌 멜렌데즈

## 제작진
- 원작자: 찰스 슐츠
- 연출: 빌 멜렌데즈